# Solenostoma pumilum
Solenostoma pumilum là một loài rêu tản trong họ Jungermanniaceae. Loài này được (With.) K. Müller miêu tả khoa học lần đầu tiên năm 1942.